# Manaquís
Manaquí és el nom comú que s'aplica a les espècies de la família dels píprids (Pipridae), dins l'ordre dels passeriformes. Són un grup d'aus neotropicals amb mascles generalment de brillants colors.

## Morfologia
- Són aus petites i compactes que fan 7 – 15 cm de llargària, amb un pes de 8 – 30 gr.
- Tenen un bec petit en un cap gran.
- Els mascles de moltes de les espècies tenen un plomatge amb colors molt vistosos, negres amb zones contrastades vermelles, taronges, blaves o grogues. Les femelles són de colors molt més apagats. En algunes espècies de colors modests, no hi ha dimorfisme sexual[1]

## Hàbitat i distribució
Viuen en els pisos inferiors del bosc d'Amèrica Central i del Sud.

## Reproducció
No formen parelles. Els mascles fan complexes parades de festeig i després de copular amb la femella se desentenen de qualsevol tasca de cria. La femella fa un niu en forma de tassa entre la vegetació baixa, on pon dos ous que covarà 17 – 21 dies. Alimenten els pollets amb regurgitant insectes i fruites de la seva dieta.

## Alimentació
S'alimenten de fruites i insectes que atrapen amb ràpids vols.

## Taxonomia
Els membres del gènere Schiffornis que antany es classificaven en aquesta família, modernament són situats als titírids (Tityridae).
La classificació del Congrés Ornitològic Internacional (versió 10.2, 2020) inclou 17 gèneres amb 53 espècies.
- Gènere Neopelma, amb 5 espècies.
- Gènere Tyranneutes, amb dues espècies.
- Gènere Xenopipo, amb dues espècies.
- Gènere Heterocercus, amb tres espècies.
- Gènere Manacus, amb 4 espècies.
- Gènere Pipra, amb tres espècies.
- Gènere Machaeropterus, amb 5 espècies.
- Gènere Pseudopipra, amb una espècie: manaquí de capell blanc (Pseudopipra pipra).
- Gènere Ceratopipra, amb 5 espècies.
- Gènere Cryptopipo, amb una espècie: manaquí verd (Cryptopipo holochlora)
- Gènere Chloropipo, amb dues espècies.
- Gènere Lepidothrix, amb 8 espècies.
- Gènere Ilicura, amb una espècie: manaquí militar (Ilicura militaris).
- Gènere Masius, amb una espècie: manaquí aladaurat (Masius chrysopterus).
- Gènere Corapipo, amb tres espècies.
- Gènere Antilophia, amb dues espècies.
- Gènere Chiroxiphia, amb 5 espècies.